# Macierz hermitowska
Macierz hermitowska (albo samosprzężona) – macierz kwadratowa {\displaystyle A=[a_{ij}]} równa swojemu sprzężeniu hermitowskiemu{\displaystyle A^{\dagger }=[{\overline {a_{ji}}}],} tj. macierz spełniająca warunek:
{\displaystyle A=A^{\dagger }}
czyli
{\displaystyle [a_{ij}]=[{\overline {a_{ji}}}]}
Nieskończenie wymiarowym uogólnieniem macierzy hermitowskiej jest operator samosprzężony (hermitowski).
Szczególnym przypadkiem macierzy hermitowskich są rzeczywiste macierze symetryczne.

## Przykłady

### Macierze hermitowskie 2 × 2
- macierze symetryczne rzeczywiste, tj. {\displaystyle {\begin{bmatrix}a&b\\b&c\end{bmatrix}},\;a,b,c\in \mathbb {R} ,\;{}} np. {\displaystyle {\begin{bmatrix}1&2\\2&7\end{bmatrix}}}

- macierze zespolone, np. {\displaystyle {\begin{bmatrix}1&-i\\i&1\end{bmatrix}},\quad {\begin{bmatrix}2&-i\\i&1\end{bmatrix}}}

- macierze Pauliego

{\displaystyle \sigma _{1}={\begin{bmatrix}0&1\\1&0\end{bmatrix}},\quad \sigma _{2}={\begin{bmatrix}0&-i\\i&0\end{bmatrix}},\quad \sigma _{3}={\begin{bmatrix}1&0\\0&-1\end{bmatrix}}}
- macierz zbudowana z macierzy Pauliego

{\displaystyle H(x,y,z)=x\sigma _{1}+y\sigma _{2}+z\sigma _{3}={\begin{bmatrix}z&x-iy\\x+iy&-z\end{bmatrix}}}

### Macierze hermitowskie 3 × 3
- macierze symetryczne rzeczywiste, tj.

{\displaystyle {\begin{bmatrix}a&b&c\\b&d&e\\c&e&f\end{bmatrix}},\;a,b,c,d,e,f\in \mathbb {R} ,\;{}} np. {\displaystyle {\begin{bmatrix}1&2&4\\2&7&0\\4&0&-3\end{bmatrix}}}
- {\displaystyle A={\begin{bmatrix}2&1-2i&i\\1+2i&-2&3+2i\\-i&3-2i&5\end{bmatrix}}.}

Macierz ta jest hermitowska, ponieważ:
{\displaystyle A^{\dagger }=\left({\begin{bmatrix}2&1-2i&i\\1+2i&-2&3+2i\\-i&3-2i&5\end{bmatrix}}^{T}\right)^{*}={\begin{bmatrix}2&1-2i&i\\1+2i&-2&3+2i\\-i&3-2i&5\end{bmatrix}}=A}

### Macierze hermitowskie 4 × 4
- macierz gamma Diraca {\displaystyle \gamma ^{0}}

{\displaystyle \gamma ^{0}={\begin{pmatrix}1&0&0&0\\0&1&0&0\\0&0&-1&0\\0&0&0&-1\end{pmatrix}}}
- macierze alpha i beta Diraca

## Ogólna postać macierzy hermitowskiej. Algebry Liego
Macierze hermitowskie wymiaru {\displaystyle n\times n} mają na przekątnej liczby rzeczywiste {\displaystyle p_{1},p_{2},\dots ,p_{n}\in \mathbb {R} ,} a wyrazy poza przekątną są w ogólności zespolone i takie, że wyrazy leżące symetrycznie względem przekątnej są liczbami zespolonymi wzajemnie sprzężonymi.
Macierze hermitowskie wymiaru {\displaystyle n\times n} mają ogólną postać
{\displaystyle {\begin{bmatrix}p_{1}&a&b&\ldots \\{\overline {a}}&p_{2}&c&\ldots \\{\overline {b}}&{\overline {c}}&p_{3}&\ldots \\\ldots &\ldots &\ldots &\ldots \end{bmatrix}},\;p_{1},p_{2},p_{3},\dots \in \mathbb {R} ,a,b,c,\dots \in \mathbb {C} ,}
gdzie {\displaystyle {\overline {a}},{\overline {b}},{\overline {c}},\dots } – sprzężenia zespolone liczb {\displaystyle a,b,c,\dots }
Macierze te zależą w ogólności od {\displaystyle n^{2}} parametrów rzeczywistych i tworzą przestrzeń wektorową {\displaystyle n^{2}} – wymiarową. Macierze bezśladowe wymiaru {\displaystyle n\times n} zależą od {\displaystyle n^{2}-1} parametrów (warunek {\displaystyle Tr(A)=0} daje jedno dodatkowe równanie, które pozwala obliczyć jeden z parametrów w zależności od pozostałych) i tworzą podprzestrzeń, która jest algebrą Liego {\displaystyle su(n).} Powyższe stwierdzenia omówimy na przykładach.

### Macierze hermitowskie 2 × 2
– mają ogólną postać
{\displaystyle {\begin{bmatrix}p_{1}&a\\{\overline {a}}&p_{2}\end{bmatrix}},\;p_{1},p_{2}\in \mathbb {R} ,}
gdzie:
- {\displaystyle a=x_{a}+iy_{a},}
- {\displaystyle {\overline {a}}=x_{a}-iy_{a}} – sprzężenie zespolone liczby {\displaystyle a.}

Widać, że macierze te w ogólności zależą od 4 parametrów {\displaystyle x_{a},y_{a},p_{1},p_{2}} i tworzą przestrzeń wektorową 4- wymiarową.
Macierze bezśladowe tworzą podprzestrzeń {\displaystyle 2^{2}-1=3} – wymiarową, która jest algebrą Liego su(2). Bazą tej przestrzeni są np. macierze Pauliego.

### Macierze hermitowskie 3 × 3
– mają ogólną postać
{\displaystyle {\begin{bmatrix}p_{1}&a&b\\{\overline {a}}&p_{2}&c\\{\overline {b}}&{\overline {c}}&p_{3}\end{bmatrix}},\;p_{1},p_{2},p_{3}\in \mathbb {R} ,a,b,c\in \mathbb {C} .}
Macierze te zależą w ogólności od {\displaystyle 3^{2}=9} parametrów rzeczywistych (3 liczby na przekątnej, 3 części rzeczywiste i 3 zespolone liczb {\displaystyle a,b,c}) i tworzą przestrzeń wektorową {\displaystyle 9} – wymiarową. Macierze bezśladowe wymiaru {\displaystyle 3\times 3} zależą od {\displaystyle 3^{2}-1=8} parametrów i tworzą podprzestrzeń {\displaystyle 8} -wymiarową, która jest algebrą Liego su(3). Generatorami tej algebry są np. macierze Gell-Manna.

## Własności
- Macierz hermitowska na głównej przekątnej ma wyrazy rzeczywiste.
- Macierz hermitowska ma rzeczywiste wartości własne.

Dowód: Niech {\displaystyle \lambda } będzie wartością własną macierzy {\displaystyle A,} tj. {\displaystyle Ax=\lambda x} dla pewnego niezerowego wektora {\displaystyle x.} Wówczas
{\displaystyle \lambda \langle x,x\rangle =\langle \lambda x,x\rangle =\langle Ax,x\rangle =\langle x,Ax\rangle =\langle x,\lambda x\rangle ={\overline {\lambda }}\langle x,x\rangle ,}
co dowodzi, że {\displaystyle \lambda } jest liczbą rzeczywistą, ponieważ {\displaystyle \lambda ={\overline {\lambda }}.}
- Wektory własne niezdegenerowanej macierzy hermitowskiej są ortogonalne.

Dowód: Niech {\displaystyle \lambda _{1}} i {\displaystyle \lambda _{2}} będą różnymi wartościami własnymi macierzy {\displaystyle A} dla pewnych wektorów, kolejno {\displaystyle x_{1}} i {\displaystyle x_{2},} tj. {\displaystyle Ax_{1}=\lambda _{1}x_{1}} oraz {\displaystyle Ax_{2}=\lambda _{2}x_{2}.} Wówczas:
{\displaystyle \lambda _{2}\langle x_{1},x_{2}\rangle =\langle x_{1},\lambda _{2}x_{2}\rangle =\langle x_{1},Ax_{2}\rangle =\langle A^{\dagger }x_{1},x_{2}\rangle =\langle \lambda _{1}^{*}x_{1},x_{2}\rangle =\lambda _{1}^{*}\langle x_{1},x_{2}\rangle ,}
ponieważ wartości własne są rzeczywiste, a więc {\displaystyle \lambda _{1}^{*}=\lambda _{1}.}
Stąd:
{\displaystyle \lambda _{2}\langle x_{1},x_{2}\rangle =\lambda _{1}\langle x_{1},x_{2}\rangle \Rightarrow (\lambda _{2}-\lambda _{1})\langle x_{1},x_{2}\rangle =0,}
ponieważ {\displaystyle \lambda _{2}\neq \lambda _{1}} (macierz niezdegenerowana), {\displaystyle \langle x_{1},x_{2}\rangle =0,} a więc wektory {\displaystyle x_{1}} i {\displaystyle x_{2}} są ortogonalne.
- Macierz hermitowska {\displaystyle n\times n} posiada {\displaystyle n} liniowo niezależnych wektorów własnych.

Dowód: Niech {\displaystyle A} będzie macierzą hermitowską, a {\displaystyle \lambda } jej wartością własną. Pokażemy, że {\displaystyle A} nie posiada wektorów głównych drugiego rzędu. Załóżmy dla dowodu nie wprost, że {\displaystyle v} jest wektorem głównym drugiego rzędu. Wtedy: {\displaystyle (A-\lambda I)^{2}v=0,} zatem {\displaystyle \langle v,(A-\lambda I)^{2}v\rangle =0.} Skoro {\displaystyle A} jest hermitowska, a {\displaystyle \lambda } – rzeczywista, z powyższego wynika, że {\displaystyle \langle (A-\lambda I)v,(A-\lambda I)v\rangle =0} lub równoważnie {\displaystyle \|(A-\lambda I)v\|^{2}=0.} Ostatecznie {\displaystyle (A-\lambda I)v=0,} czyli {\displaystyle v} jest wektorem własnym, co przeczy założeniu, że {\displaystyle v} jest wektorem głównym drugiego rzędu. W bazie Jordana macierzy {\displaystyle A} występują zatem wyłącznie jej wektory własne.
- Macierz hermitowska jest unitarnie podobna do macierzy diagonalnej rzeczywistej, tj. dla hermitowskiej macierzy {\displaystyle A} istnieją rzeczywista diagonalna macierz {\displaystyle D} oraz unitarna macierz {\displaystyle U,} takie że {\displaystyle A=UDU^{\dagger }.}
- Wyznacznik macierzy hermitowskiej jest rzeczywisty.
- Macierz hermitowska o wyrazach rzeczywistych jest macierzą symetryczną.

## Formy hermitowskie
Formę {\displaystyle g} na zespolonej przestrzeni liniowej {\displaystyle V} nazywa się hermitowską jeżeli
1. {\displaystyle g(a_{1}\xi _{1}+a_{2}\xi _{2},\vartheta )=a_{1}g(\xi _{1},\vartheta )+a_{2}g(\xi _{2},\vartheta )\quad (a_{1},a_{2}\in \mathbb {C} ,\xi _{1},\xi _{2},\vartheta \in V)}
2. {\displaystyle g(\xi ,\vartheta )={\overline {g(\vartheta ,\xi )}}\quad (\xi ,\vartheta \in V).}

Formy hermitowskie są we wzajemnej jednoznaczności z macierzami hermitowskimi: macierz formy hermitowskiej jest hermitowska. Z drugiej strony, jeżeli {\displaystyle A} jest {\displaystyle n}-wymiarową macierzą hermitowską, to wzór
{\displaystyle g(\xi ,\vartheta )=\xi A\vartheta ^{T}\quad (\xi ,\vartheta \in \mathbb {C} ^{n})}
definiuje formę hermitowską w przestrzeni {\displaystyle \mathbb {C} ^{n}} (symbol {\displaystyle \vartheta ^{T}} oznacza postać kolumnową wektora poziomego {\displaystyle \vartheta }).